# Family Guy (6.ª temporada)
A 6ª Temporada de Family Guy (Uma Família da Pesada no Brasil) foi a primeira a estrear em 23 de setembro de 2007 na Fox, terminou em Maio 4, 2008. A temporada tem 12 episódios e foi encurtada devido ao criador, Seth MacFarlane ter participado da, Greve dos roteiristas dos Estados Unidos de 2007–2008, o que fez com que a FOX exibisse os episódios sem Seth MacFarlane terminar a Temporada. O episódio "Lois Mata Stewie" foi o último episódio concluída antes da greve. Quando a greve terminou em fevereiro de 2008, a Fox já havia exibido três episódios sem qualquer participação de Seth MacFarlane.
Episódios 2-8 da sexta temporada estão incluídos no Volume 6 do DVD, que foi lançado em 21 de outubro de 2008, e episódios 9-12 estão incluídos no Volume 7 do DVD, que foi lançado em 16 de junho de 2009. A temporada foi ao ar no Reino Unido a partir de 4 de Maio de 2008 na BBC Three e terminou em 15 de junho de 2008.[carece de fontes?]

## Produção
EEm novembro de 2007, a Revista [[[Variety]] informou que o criador, Seth MacFarlane, tinha se juntado a Greve dos roteiristas dos Estados Unidos de 2007–2008  e recusou-se a concluir mais episódios de Family Guy (Uma Família da Pesada no Brasil). Um porta-voz da Fox disse: "a Nossa esperança é que ele volta a trabalhar e completa a sua não-escrita obrigações sobre os episódios". IGN informou que a Fox exibir três episódios sem o trabalho final de MacFarlane . MacFarlane observou que a Fox pode legalmente fazer isso, e disse que "Eles nunca fizeram nada como isso antes [...] Isso realmente vai ser infeliz e prejudicial para a nossa relação se eles fazem isso."
Foi ao ar na Fox  dois novos episódios durante o mês de novembro de 2007. A produção dos episódios foi iniciada mas não foram concluídos antes da greve. "Padre de Família" foi o primeiro episódio destes episódios que foi ao ar e "Peter's Daughter" foi o segundo. A greve terminou em 12 de fevereiro de 2008 e a série retomou a ser transmitido regularmente.

### Episódios
| Nº | Nº           | Título                                                                                 | Diretor(es)     | Escritor(es)     | Data da transmissão     | Código de produção | Audiência (em milhões) |
| Na série | Na temporada | Título                                                                                 | Diretor(es)     | Escritor(es)     | Data da transmissão     | Código de produção | Audiência (em milhões) |
| --- | ------------ | -------------------------------------------------------------------------------------- | --------------- | ---------------- | ----------------------- | ------------------ | ---------------------- |
| 99 | 1            | " Blue Harvest" Colheita Azul                                                          | Dominic Polcino | Alec Sulkin      | 23 de setembro de 2007  | 5ACX16 5ACX22      | 10.86                  |
| Com os Griffins presos em casa por causa de um apagão, Peter começa a contar uma história, que leva a um flashback Star Wars. No contexto de Star Wars Episódio IV: Uma Nova Esperança, Peter é Han Solo, Lois é Princesa Leia, Stewie se torna Darth Vader, Brian vira Chewbacca, e Chris é Luke Skywalker. Cleveland e Quagmire serão R2-D2 e C-3PO, enquanto Herbert é Obi-Wan Kenobi.                                                                        |              |                                                                                        |                 |                  |                         |                    |                        |
| 100 | 2            | " Movin' Out (Brian's Song)" Morando Juntos                                            | Cyndi Tang      | John Viener      | 30 de setembro de 2007  | 5ACX14             | 7.95                   |
| Peter convence Brian a morar junto com Jillian. Stewie se muda junto a eles para ajudar a pagar o aluguel, mas ele interfere no relacionamento de Brian e Jillian. Enquanto isso, Meg e Chris arrumam um emprego em uma conveniência local. Enquanto Chris e o dono, Carl, conversam sobre filmes, Meg fica com todo o trabalho duro. |              |                                                                                        |                 |                  |                         |                    |                        |
| 101 | 3            | " Believe It Or Not, Joe's Walking On Air" Acredite se Quiser o Joe Está Andando no Ar | Julius Wu       | Andrew Goldberg  | 7 de Outubro de 2007    | 5ACX15             | 8.39                   |
| Quando Joe sente que sua condição faz Bonnie viver uma vida menos completa, ele decide fazer um transplante de pernas. Animado com sua nova habilidade de andar, Joe começa a praticar esportes radicais, e logo dispensa seus amigos, por outros amis ativos. Peter e os rapazes estão bravos com o modo de agir de Joe e decidem ensinar a ele uma lição. |              |                                                                                        |                 |                  |                         |                    |                        |
| 102 | 4            | " Stewie Kills Lois (1)"                                                               | John Holmquist  | David A. Goodman | 4 de Outubro de 2007    | 5ACX17             | 10.50                  |
| Lois e Peter saem de viagem para um cruzeiro. Stewie fica com ciúmes por ter sido deixado para trás e suas tendências em matar sua mãe são reacendidas. Quando Brian o desafia a realmente matar sua mãe, Stewie invade o navio para realizar seu plano diabólico. |              |                                                                                        |                 |                  |                         |                    |                        |
| 103 | 5            | " Lois Kills Stewie (2)"                                                               | Greg Colton     | Steve Callaghan  | 11 de Outubro de 2007   | 5ACX18             | 10.42                  |
| Considerada morta, Lois volta para incriminar Stewie como a pessoa que tendou assassiná-la. Na caça de Stewie, Joe vira Quahog atrás dele. Determinado em dominar o mundo, Stewie faz de tudo que pode para se tornar o ditador supremo do mundo. Desesperada em parar Stewie, Lois luta com Stewie no Salão Oval! |              |                                                                                        |                 |                  |                         |                    |                        |
| 104 | 6            | " Padre de Família" Pai de Família                                                     | Pete Michels    | Kirker Butler    | 18 de Outubro de 2007   | 5ACX20             | 10.53                  |
| Peter cria um grupo anti-imigrantes, entretanto, rapidamente muda de ideia quando descobre que nasceu no México. Incapaz de provar sua cidadania, ele passa no teste de naturalização ou convence alguns investigadores que se casamento com Lois é pra valer. Peter acaba trabalhando para o Carter como jardineiro, lutando por direitos de imigração. |              |                                                                                        |                 |                  |                         |                    |                        |
| 105 | 7            | " Peter's Daughter" A Filha de Peter                                                   | Zac Moncrief    | Chris Sheridan   | 25 de Outubro de 2007   | 5ACX21             | 9.60                   |
| Depois que Quahog sofre uma inundação, Meg vai para o hospital em coma. Quando ela acorda e vê um estudante atraente de medicina, eles imediatamente se dão bem. Superprotetor com Meg, Peter está determinado para afugentar o estudante de medicina. Isso até que Meg revela que está grávida. |              |                                                                                        |                 |                  |                         |                    |                        |
| 106 | 8            | " McStroke" O Derrame                                                                  | Brian Iles      | Wellesley Wild   | 13 de Janeiro de 2008   | 5ACX19             | 11.50                  |
| Peter decide deixar o bigode crescer, mas quando ele é confundido com um bombeiro, ele decide dar uma mão quando um restaurante fast-food pega fogo. O dono do fast-food dá a Peter hambúrgueres ilimitados como agradecimento, porém Peter como tantos hamburgueres que tem um derrame. Quando Peter se recupera, ele promete expor a compania de fast-food e se torna amigo de uma vaca geneticamente criada que ele conhece após se infiltrar o McBurgertown. |              |                                                                                        |                 |                  |                         |                    |                        |
| 107 | 09           | " Back to the Woods" Troca de Identidade                                               | Brian Iles      | Tom Devanney     | 17 de Fevereiro de 2008 | 6ACX02             | 7.23                   |
| James Woods volta para ter sua vingança contra Peter. James Woods acha a carteira do Peter, que ele perdeu no show do Barry Manilow, e começa a roubar a identidade do Peter, juntamente com sua família. Com isso Peter decide agir da mesma forma, e tenta arruinar a carreira de James Woods. |              |                                                                                        |                 |                  |                         |                    |                        |
| 108 | 10           | " Play It Again, Brian" Toque De Novo, Brian                                           | John Holmquist  | Danny Smith      | 2 de Março de 2008      | 6ACX01             | 7.80                   |
| O casamento de Lois e Peter passa por um momento difícil. Quando Brian ganha o prêmio do New England Rising Writer's (Escritores em Ascensão da Nova Inglaterra), os três vão para o resort Martha's Vineyard para umas férias relaxantes. Os hábitos de beber do Peter tomam o comando, e saem totalmente de controle, assim como Brian, que admite seu amor por Lois. Peter e Brian testam sua amizade lutando pela mulher de seus sonhos.                     |              |                                                                                        |                 |                  |                         |                    |                        |
| 109 | 11           | " The Former Life of Brian" A Ex-Vida de Brian                                         | Pete Michels    | Steve Callaghan  | 27 de abril de 2008     | 6ACX04             | 8.49                   |
| Brian, com medo de ter perdido sua ultima chance de amar, procura por uma antiga paixão, Tracy. Para sua surpresa, ele descobre que é pai do filho dela, Dylan. Tracy decide que Brian deveria cuidar do garoto, e deixa-o na casa dos Griffin. Quando Dylan se comporta muito mal com todos na casa, a maneira de criação de um filho do Brian vai em direção oposta aos de Peter e Lois.                                                                       |              |                                                                                        |                 |                  |                         |                    |                        |
| 110 | 12           | " Long John Peter (Season Finale)" O Primeiro Amor de Chris                            | Dominic Polcino | Wellesley Wild   | 4 de maio de 2008       | 6ACX06             | 7.68                   |
| Quando Peter arruma um papagaio, ele começa a agir como um pirata. Ele acidentalmente mata o pássaro depois de aterrorizar Quahog. Enquanto isso, Brian visita um veterinário e Chris se apaixona por uma secretária de lá, Anna. |              |                                                                                        |                 |                  |                         |                    |                        |